# Schleitheimer Artikel

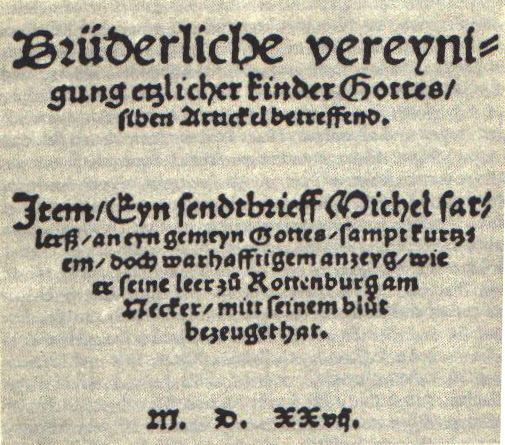
Titelseite der Schleitheimer Artikel

Die sogenannten Schleitheimer Artikel, eigentlich: Brüderliche vereynigung etzlicher kinder Gottes / siben Artickel betreffend, (auch Schleitheimer Bekenntnis oder – latinisiert – Confessio Schlattensis genannt) bilden die erste ausformulierte Bekenntnisschrift der Täuferbewegung. Sie sind benannt nach ihrem Entstehungsort Schleitheim, einer Schweizer Gemeinde in der Nähe von Schaffhausen.

## Entstehungsgeschichte
Michael Sattler, einer der führenden Persönlichkeiten der schweizerischen Täuferbewegung, wurde am 18. November 1525 wegen seines Glaubens der Stadt Zürich verwiesen und gelangte nach Württemberg, wo er eine umfangreiche Missionstätigkeit entfaltete. Um der jungen Täuferbewegung, die innerhalb kürzester Zeit an vielen Orten Süddeutschlands und in der Schweiz unabhängige Gemeinden gebildet hatte, eine theologische Richtung zu geben, lud Sattler zu einer Täuferkonferenz ein. Diese kam am 24. Februar 1527 in Schleitheim zusammen. Die anwesenden Abgesandten der Täufergemeinden beschlossen während dieses Treffens ein Glaubensbekenntnis, das erste in der Geschichte der Täuferbewegung. Es trug den Titel Brüderliche vereynigung etzlicher Kinder Gottes siben Artickel betreffend. Die Bekenntnisschrift verbreitete sich für damalige Verhältnisse ausgesprochen schnell. Noch 1527 verfügte der Basler Reformator Johannes Oekolampad über ein Exemplar der Siben Artickel und leitete es an Huldrych Zwingli weiter. Nur wenige Tage später erhielt dieser ein weiteres Exemplar des Bekenntnisses aus Bern. Daraufhin verfasste Zwingli seine antitäuferische Schrift In Cata Baptistarvm Strophas Elenchus. Nachdem er sie fertiggestellt hatte, verfügte er über insgesamt vier Exemplare der Schleitheimer Artikel, die ihm von verschiedenen Absendern zugesandt worden waren.
Zwischen 1527 und 1529 erschienen die Schleitheimer Artikel in gedruckter Form bei Peter Schöffer dem Jüngeren in Worms. Zwei Exemplare dieser Ausgabe befinden sich im Besitz der Bayerischen Staatsbibliothek München. Ein identischer Text erschien 1533, allerdings ergänzt durch eine Abhandlung über die Ehescheidung. Herausgeber dieser gedruckten Ausgabe war Jacob Cammerlander aus Straßburg. Im Jahr 1550 erschien eine weitere deutschsprachige Ausgabe, die um einige kurze Texte erweitert worden ist. Bekannt sind lediglich zwei Exemplare dieser Schrift, wovon sich eines in der Mennonite Historical Library am Goshen College befindet und das andere im Schleitheimer Heimatmuseum. 1560 erschien eine Ausgabe der Schleitheimer Artikel in niederländischer Sprache.

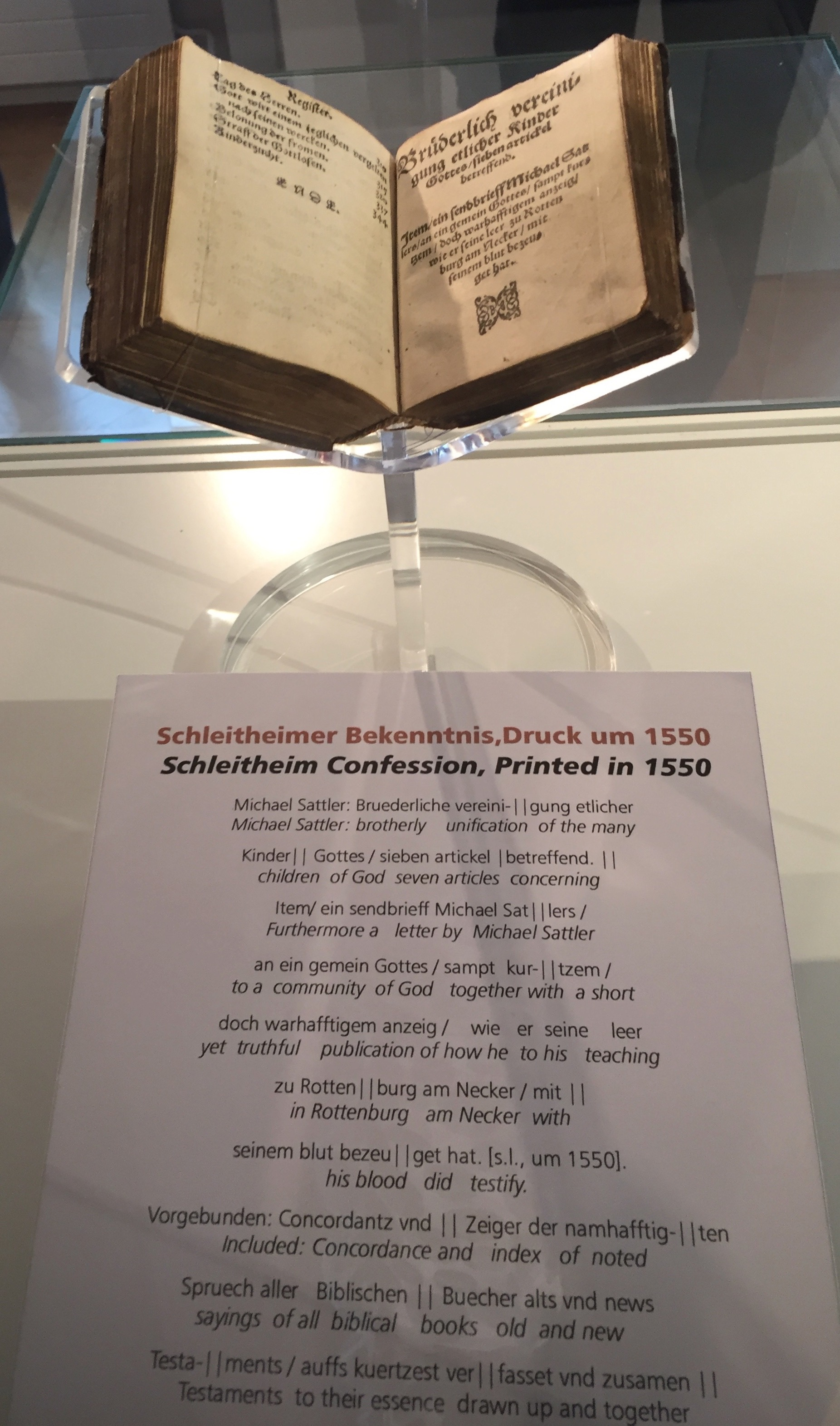
Das 1550 gedruckte Schleitheimer Bekenntnis, ausgestellt im Täuferzimmer des Heimatmuseums Schleitheim

## Verfasserschaft
Die Vereynigung etzlicher Kinder Gottes nennt keinen besonderen Verfasser der Siben Artickel. Die Autorenschaft des Schleitheimer Bekenntnisses liegt bei den im Februar 1527 in Schleitheim versammelten „Kindern Gottes“. Darauf jedenfalls verweist die erste Person Plural, in der – bis auf eine einzige Ausnahme – das gesamte Schriftstück abgefasst ist. Diese Ausnahme findet sich in der Vorrede der Schleitheimer Artikel; hier heißt es: „[…] jr verstan mich wol.“ Dieses „Mich“, das offensichtlich bei der Erstellung der endgültigen Fassung übersehen worden ist, weist nach Fritz Blanke auf den namentlich unbekannten Verfasser einer Vorlage hin, das den Schleitheimer Synodalen als Gesprächsgrundlage für die Erstellung ihrer Siben Artickel diente. Für die Annahme, dass es sich bei diesem unbekannten Verfasser um Michael Sattler handelt, sprechen eine Reihe von Gründen. Bereits in alten Überlieferungen wird die Entstehung des Schleitheimer Bekenntnisses mit Sattler in Verbindung gebracht. Auch bestätigt ein Vergleich der von Sattler vertretenen Anschauungen mit den Siben Artickeln diese Tradition. Auch eine vergleichende Untersuchung der beiden bekannten Sattlerschen Schriften einerseits mit dem Schleitheimer Bekenntnis andererseits lassen vor allem im Blick auf Wortwahl und Stil auf denselben Autor schließen.

## Inhalt
Im Folgenden werden die Gliederung der Brüderlichen vereynigung beibehalten und deren Lehraussagen kurz zusammengefasst.
- Die Taufe wird nach Artikel 1 der Schleitheimer Bekenntnisschrift an drei Voraussetzungen geknüpft. Erstens sollen die Täuflinge über Buße und Änderung des Lebens belehrt worden sein und in Wahrheit glauben, dass ihre Sünden durch Christus weggenommen sind. Zweitens müssen sie wollen, dass sie in der aufferstehung Jesu Christi wandeln und in der Taufe mit Jesus Christus begraben werden, um mit ihm aufzuerstehen. Drittens sollen sie in solcher meynung die Taufe durch sich selps begehren und vom Täufer fordern. Die Säuglingstaufe als des Bapsts höchste und erste grewel wird verworfen.

- Gemeindemitglieder, die ettwann entschlipffen und fallen in eyn fall und sünd, sollen zunächst zweimal im Geheimen ermahnt werden. Wenn diese Mahnungen fruchtlos bleiben sollen die Gemeindemitglieder nach der im 18. Kapitel des Matthäusevangeliums aufgestellten Regel Christi (Mt 18,15–17 LUT) öffentlich zur Rede gestellt werden. Bleibt der Betreffende auch hier ohne Reue, kommt es zu Exkommunikation, bzw. Bann. Solches soll vor der Feier des Brotbrechens geschehen, damit eine geheiligte Gemeinde in Liebe von eynem brot brechen und essen mögen und von eynem Kelch trinken.

- Am Abendmahl (die Schleitheimer Artikel sprechen vom Brotbrechen) dürfen nur solche teilnehmen, die zuvor durch den Empfang der Gläubigentaufe Glieder am Leib Christi, dessen Haupt Jesus Christus ist, geworden sind. Ebenfalls wird von den Abendmahlsteilnehmern verlangt, dass sie im Gehorsam gegenüber den Geboten Christi leben.

- Im Blick auf die Welt erwarten die Schleitheimer Artikel, dass die Mitglieder der Täuferbewegung sich absondern und keine Gemeinschaft mit denen haben, die nicht in Christus sind. Die Absonderung bezieht sich vor allem auf den gesellschaftlichen Verkehr außerhalb der Gemeinde, die politische Verantwortungsübernahme und die Zugehörigkeit zur päpstlichen und reformierten Kirche.

- Der Hirt soll ein Mann mit gutem Leumund sein. Er wird von der örtlichen Gemeinde berufen (verordnet). Sein Amt besteht vor allem in lesen (biblischen Schriften; erg.),vermanen und leren, manen, straffen, bannen in der gemeyn, … allen brüdern und schwestern zur besserung vorbeten, dz brot anheben zu brechen…. Für den Lebensunterhalt des Hirten hat die Gemeinde zu sorgen, jedoch nicht durch Steuern und Lehen. Wenn ein Hirt das Martyrium erleidet, soll sofort ein anderer Hirte an seine Stelle treten, damit die Gemeinde nicht zerstört wird.

- Zwar hat Gott außerhalb der Gemeinde Christi das Schwert zur Erhaltung von Gesetz und Ordnung eingesetzt (Röm 13,LUT EU). Innerhalb der Gemeinde darf es nur den Bann als erzieherische und seelsorgerliche Maßnahme geben. Den Mitgliedern der Täufergemeinde ist es untersagt, das Schwert zu führen und Kriegsdienst zu leisten. Sie orientieren sich am Beispiel Christi und seinem gewaltfreien Leben.

- Christen dürfen unter keinen Umständen die Hand zum Schwur erheben, weil Jesus Christus den Eid für seine Jünger ausdrücklich verbietet. Schwören kann allein nur Gott, da er keinen Begrenzungen unterliegt und seine Absichten vollkommen ausführen kann.

## Wirkungen
Die Schleitheimer Artikel fanden sehr schnell Verbreitung und Akzeptanz – nicht nur in den Kreisen der Täufer, sondern auch darüber hinaus. So sah sich Huldrych Zwingli genötigt, sich mit ihnen auseinanderzusetzen. Im zweiten Teil seines Elenchus (erschienen 1527) unternahm er eine Widerlegung.
Auch Johannes Calvin ging auf die Schleitheimer Artikel ein. In seiner 1544 erschienenen polemischen Schrift gegen die Täufer Briève instruction, pour armer tous bons fidèles contre les erreurs de la secte commune des Anabaptistes geht er auf die täuferische Bekenntnisschrift ein.
Für die Hutterer, die Amischen und traditionalistische Mennoniten, wie die Mennoniten alter Ordnung oder die Altkolonier-Mennoniten, bilden die Schleitheimer Artikel bis in die Gegenwart hinein eine wichtige Bekenntnisgrundlage ihrer Lehre. Für viele freikirchliche Bewegungen, darunter vor allem die Baptisten, bildet die Brüderliche vereynigung einen frühen Beleg für die auch von ihnen erhobene Forderung der Trennung von Kirche und Staat und das Postulat der Religionsfreiheit.

## Erinnerungskultur
Im Rahmen des Regionalen Naturparks Schaffhausen wurde der Täuferweg zum Reformationsjubiläum 2017 ausgebaut. Er macht die Geschichte der Täufer am Randen erlebbar. Der Weg führt von Merishausen resp. Hemmental nach Schleitheim zum Ortsmuseum. An vier Stationen wird das Leben und Leiden der Täufer auf Informationstafeln erklärt.